# Japan Industrial Partners
Japan Industrial Partners Inc. (JIP) ist eine japanische Kapitalbeteiligungsgesellschaft aus Tokio, Japan. Das Unternehmen wurde im Jahr 2002 gegründet. Der Unternehmenszweck liegt im Kauf und der Umstrukturierung einzelner Unternehmensbereiche größerer Firmen. JIP verwaltete im Jahre 2020 Vermögenswerte im Bereich von 2,8 Milliarden US-Dollar und ist mit Bain Capital, KKR, Carlyle Group und Unison Capital unter den größten Kapitalbeteiligungsgesellschaften in Japan.
Unternehmensbeteiligungen von JIP sind (bzw. waren) unter anderem:
- 2012: Die Mobilfunksparte ITX von Olympus.
- 2014: Die Laptopsparte VAIO von Sony.
- 2018: Die Telekomsparte Alaxala von Hitachi.
- 2020: Nippon Avionics – militärische Produkte von NEC.
- 2020: OM Digital Solutions – die Imagingsparte von Olympus.[4]
- 2023: Toshiba[5][6]